# Беляевский, Игорь Константинович (хоккеист)
Игорь Константинович Беляевский (род. 30 января 1963, Усть-Каменогорск) — советский и казахстанский хоккеист, нападающий сборной Казахстана. Мастер спорта.

## Биография
Родился 30 января 1963 года в Усть-Каменогорске. Воспитанник усть-каменогорского хоккея. Дебютировал в составе алматинского «Енбека» в 1980 году. Четыре сезона выступал в первой лиге. Несколько следующих сезонов провел в составе «Ижстали». В сезоне 1984/85 года играл в высшей лиге.
В 1988 году вернулся в «Торпедо». Сезон 1989/90 снова провёл в высшей лиге чемпионата и стал лучшим бомбардиром клуба с результатом 9+5 по системе «гол + пас».
В 1993, 1994, 1995 годах привлекался в сборную Казахстана, выступавшую в дивизионе С. Часть сезона 1993/94 провел в словенском «Акрони Есенице». С начала следующего сезона играл в Суперлиге России. Два сезона в «Авангард» (Омск) и два сезона в «Металлург» (Новокузнецк).
Сезон 2000/01 отыграл в «Спартаке» в высшей лиге. Несколько последних игр сезона проводит в СКА. Под занавес карьеры — два сезона, проведенных в клубах высшей лиги «Мостовик» и «Газовик».
Всего за игровую карьеру в топ-дивизионах СССР, России и Словении провел более 300 игр, забив 77 шайб при 66 передачах.

### Тренерская карьера
Тренировал ХК «Белые Медведи» (юноши 1988, 1993 и 1999 годов рождения; Москва, ГБОУ ДОДСН СДЮСШОР № 1), ХК «Химик-2» (Мытищи).
В 2011—2013 годах тренировал Молодёжную сборную России по хоккею с шайбой.
Работал в ДЮСШ (Одинцово). Тренер в ООО «IceStyle».

## Достижения
- — первое место в чемпионате СССР (1 лига, Восточная зона) — 1989
- — 3 место на чемпионате мира (дивизион С) — 1993
- — 2 место на чемпионате мира (дивизион С1) — 1995
- Малое серебро и бронза Суперлиги сезон 1999—2000